# Grey Range
Grey Range är en bergskedja i Australien. Den ligger i delstaten Queensland, omkring 950 kilometer väster om delstatshuvudstaden Brisbane.
Omgivningarna runt Grey Range är i huvudsak ett öppet busklandskap. Trakten runt Grey Range är nära nog obefolkad, med mindre än två invånare per kvadratkilometer. Genomsnittlig årsnederbörd är 306 millimeter. Den regnigaste månaden är februari, med i genomsnitt 84 mm nederbörd, och den torraste är september, med 4 mm nederbörd.